# Fatou Kiné Badji
Fatou Kiné Badji (4 de diciembre de 1995) es una deportista senegalesa que compite en judo. Ganó una medalla de bronce en el Campeonato Africano de Judo de 2021 en la categoría de –70 kg.

## Palmarés internacional
| Campeonato Africano | Campeonato Africano | Campeonato Africano | Campeonato Africano |
| Año                 | Lugar               | Medalla             | Categoría           |
| ------------------- | ------------------- | ------------------- | ------------------- |
| 2021                | Dakar (Senegal)     | Medalla de bronce   | –70 kg              |